# Guteneck
Guteneck là một đô thị tại huyện Schwandorf bang Bayern, Đức.